# Districtul Denville, comitatul Morris, New Jersey
Districtul Denville, New Jersey sau Districtul civil Denville, New Jersey (conform originalului, Denville Township, New Jersey) este un district civil din comitatul Morris, statul  New Jersey din Statele Unite ale Americii.
Districtul, care este situat la altitudinea de 154 m deasupra n.m. ocupă o suprafață de 32,741 km2 și avea în anul 2010, o populație de 16.635 locuitori.

## Geografie

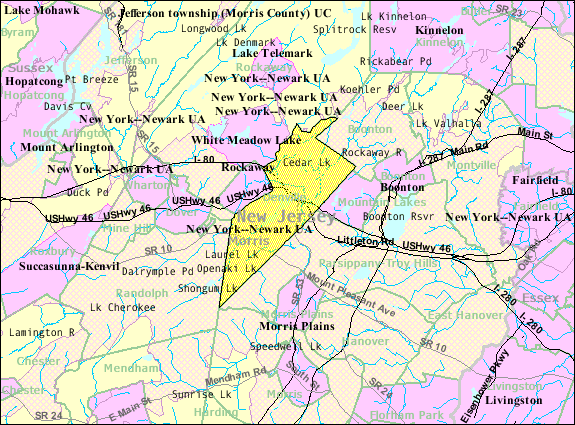
Poziția districtului Denville - în galben - în comitatul Morris

Districtul, care este situat la altitudinea de 154 m deasupra n.m. ocupă o suprafață de 32,741 km2 și avea în anul 2010, o populație de 16.635 locuitori.

## Personalități marcante
- Laura San Giacomo, actriță